# Archamia buruensis
Archamia buruensis är en fiskart som först beskrevs av Bleeker, 1856.  Archamia buruensis ingår i släktet Archamia och familjen Apogonidae. IUCN kategoriserar arten globalt som livskraftig. Inga underarter finns listade i Catalogue of Life.